# ミカエル・エギル・エラートソン
ミカエル・エギル・エラートソン（Mikael Egill Ellertsson , 2002年3月11日 - ）は、アイスランド・レイキャヴィーク出身のプロサッカー選手。アイスランド代表。セリエA・ヴェネツィアFC所属。ポジションはMF。

## クラブ経歴
2018年にフラム・レイキャヴィークのトップチームに昇格し、同年シーズン2部リーグの1. テイルト・カルトラで8試合に出場。シーズン終了後にイタリアに渡り、S.P.A.L.の下部組織に加入。2021年にトップチームに昇格。8月14日のコッパ・イタリアのベネヴェント・カルチョ戦で、移籍後初出場。その後、同月30日にスペツィア・カルチョがミカエルと5年契約を締結した事を発表。2021-22シーズンはローン移籍の形でS.P.A.L.でプレーし、セリエBで6試合に出場。2022-23シーズンより正式にスペツィアに加入した。
2023年1月26日、ヴェネツィアFCに移籍した。
2025年1月31日、ジェノアCFCに加入。シーズン終了までは期限付き移籍の形で、引き続きヴェネツィアでのプレーを続ける。

## 代表歴
2017年よりユース世代のアイスランド代表に随時招集され、主軸としてプレー。2021年10月にフル代表初招集。8日の2022 FIFAワールドカップ・ヨーロッパ予選のアルメニア戦で代表初出場を果たした。